# Собор Рождества Христова (Рига)
Собор Рождества Христова (латыш. Kristus Piedzimšanas katedrāle) — православный храм в Риге, на Эспланаде, кафедральный собор Латвийской православной церкви.

## История

### Строительство храма
Ещё в конце XVIII века встал вопрос о необходимости строительства нового православного храма, однако после длительных обсуждений проект так и не был реализован. К дискуссиям на эту тему возвращались в 1836 году, когда в рижской православной церкви Петра и Павла было объявлено об открытии в Риге викарной кафедры Псковской епархии, а также в 1850 году, когда образовалась самостоятельная Рижская епархия и эта же церковь была объявлена кафедральной.
В самом начале 1870-х годов генерал-губернатор Прибалтийского края князь Багратион по совету сподвижников, представителей русского населения губерний Прибалтики, направил официальное ходатайство главе внешнеполитического ведомства Российской империи Александру Горчакову, в котором была сформулирована мысль о необходимости строительства храма, с которой Горчаков согласился. После этого архиепископ Рижский и Митавский Вениамин (Карелин) обратился к православным, населявшим губернию, с просьбой о пожертвованиях в пользу строительства православного храма. В то же время известно, что 1 сентября 1873 года над губернской столицей произошла сильнейшая за последнее время буря, и в церковь Петра и Павла ударила молния, серьёзно повредив колокольню храма, выбив стёкла в верхних окнах и повредив позолоту — вероятно, это обстоятельство также способствовало скорейшему решению вопроса о строительстве нового храма. Наконец, 17 апреля 1874 года российский император Александр II выделил Рижской епархии 900 000 рублей для создания нового кафедрального собора, который стал бы по-настоящему представительным православным храмом на территории Лифляндской губернии.
Три проекта будущего собора были отправлены на рассмотрение в Москву. Один — проект молодого и многообещающего зодчего Яниса-Фридриха Бауманиса, первого архитектора-латыша с высшим архитектурным образованием. Второй проект принадлежал работавшему в Риге с 1853 года академику Санкт-Петербургской АХ Генриху Шелю, автору многих известных зданий в городе. Но в итоге в 1875 году предпочтение было отдано проекту молодого, но амбициозного выпускника Петербургской Академии художеств Роберта Пфлуга, который предлагал строительство храма в неовизантийском стиле, что отчасти преследовало определённые политические цели (в середине XIX века между русской и остзейской общинами в регионе разыгралась «война памятников» и архитектурных стилей).
Храм было решено сооружать на территории свободного участка — эспланады, застройка которой формально была запрещена. Только в 1902 году с противоположной стороны той же эспланады начнётся строительство Рижской коммерческой школы, которым займётся архитектор Вильгельм Бокслаф.
Конкурс подрядчиков выиграл строительный мастер Виленской губернии академик Николай Чагин. Орнаментальный декор и каменные строительные детали были изготовлены в мастерской Августа Фольца. Освящение закладного камня собора состоялось 3 июля 1877 года. Императором Александром II были подарены храму 12 колоколов, самый большой из которых, во имя благоверного князя Александра Невского, весил более 820 пудов. Мастером-литейщиком, отливавшим колокола, был Ксенофонт Верёвкин, работавший в мастерской Николая Финляндского в Москве. Для размещения колоколов, принесённых в дар, понадобилось дополнительное сооружение колокольни над входом в православный собор, что также было профинансировано российским императором.
В оформлении интерьеров Христорождественского собора участвовали известные в России мастера живописи: ректор Петербургской Академии художеств Пётр Шамшин (его кисти принадлежат иконы «Иоанн Креститель» и «Богоматерь с младенцем»), а также академики Карл Вениг и Василий Верещагин. Верещагин являлся автором икон первого яруса главного иконостаса; ему же принадлежит роспись Царских врат. Помимо того, Верещагин создал следующие иконы для Христорождественского собора: «Рождество Христово», «Рождество Пресвятой Богородицы» и «Святой Александр Невский». Профессор Васильев написал иконы для второго и третьего ярусов иконостаса; ему ассистировали художники Фирс Журавлёв и Алексей Корзухин.
24 апреля 1884 года завершённый храм был передан духовному ведомству, а 28 октября того же года освящён митрополитом Киевским и Галицким Платоном (Городецким) в сослужении епископов Рижского и Митавского Доната и Ковенского Сергия. В день освящения состоялся крестный ход, во время которого в новый храм принесли иконы из бывшей кафедральной церкви апостолов Петра и Павла. Большая часть икон была создана по заказу Рижского строительного комитета специально для нового храма. В этом храме богослужения проводились на четырёх языках: церковнославянском, латышском, эстонском и немецком, то есть службы велись для прихожан разной национальной принадлежности. Всего в строительство православного кафедрального собора было вложено более полумиллиона рублей, в том числе — более 140 тысяч на обустройство интерьеров.
Настоящей гордостью храма было собрание его икон, многие из которых были принесены прихожанами в дар. Всего при одной из описей церковного имущества было зафиксировано 850 предметов.
Есть сведения, что в сентябре 1894 года здесь совершал богослужение Иоанн Кронштадтский.

### Храм в начале XX века

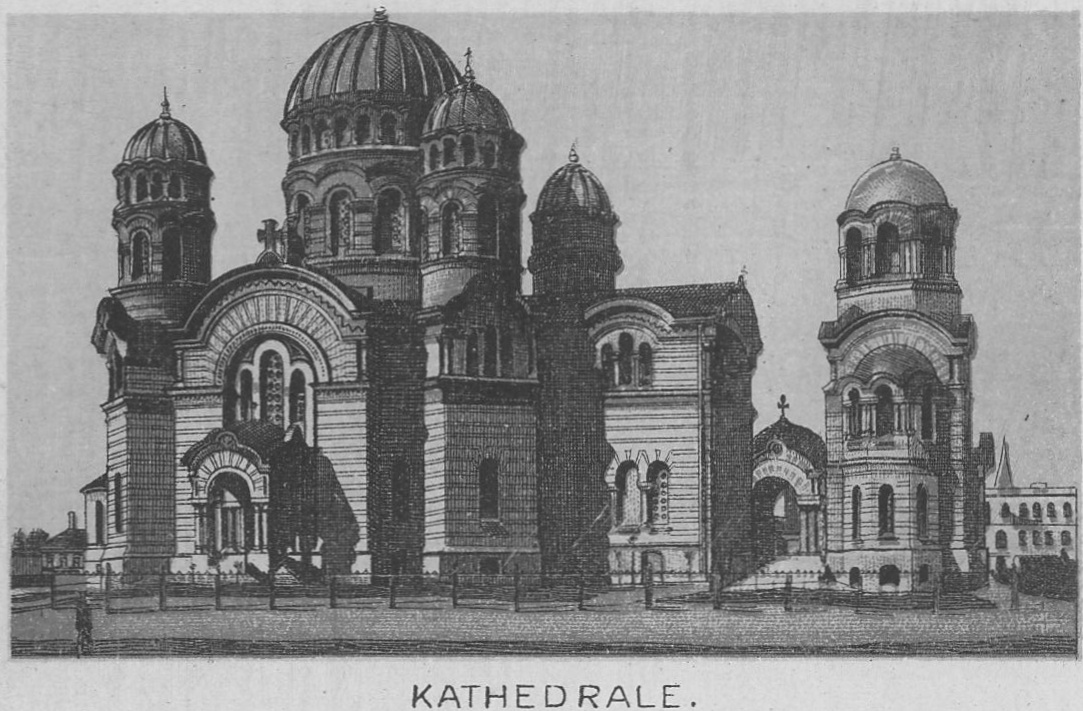
Вид собора в 1900 году

В начале XX века настоятелем кафедрального собора становится протоиерей Владимир Плисс, который одновременно являлся преподавателем истории, обличения раскола и обличительного богословия в Рижской православной духовной семинарии, исполнял должность библиотекаря семинарии. В период первого десятилетия престиж храма в народе достиг своей кульминационной точки, чему также способствовал предыдущий настоятель храма, протоиерей Василий Князев, который, будучи профессором церковно-библейской истории, являясь тонким знатоком и ценителем православной иконы и безукоризненно разбираясь в особенностях православной церковной канонической архитектуры, прививал русскому населению Риги тягу к посещению храма Рождества Христова.
В 1915 году установленный при постройке архитектором Пфлугом главный иконостас Собора был эвакуирован в Россию, а вместо него временно был составлен иконостас из иконостасов приделов.
После 21 августа 1917 года, когда Рига в первый раз была занята немецкими регулярными формированиями, оккупационная администрация приняла решение превратить православный собор Рождества Христова в гарнизонную кирху. К тому же было принято решение спилить части восьмиконечного православного креста, украшавший купол храма, для того, чтобы лишить крест знаков принадлежности к православию.
Церковь служила гарнизонной кирхой вплоть до середины 1918 года, когда в ходе непрекращающихся революционных перипетий в Риге несколько раз менялась политическая власть. Тогда же Рижское самоуправление запретило богослужение в соборе. В 1918 году для ремонта здания Окружного суда с крыши собора содрали жесть, из-за чего в здании произошли многочисленные протечки.
Когда архиепископ Иоанн (Поммер) прибыл в Латвию по приглашению Вселатвийского собора православных приходов, то застал храм в катастрофическом состоянии. Иконостасы были разрушены, многие ценные вещи были вывезены из храма за несколько лет гражданской войны. Дабы предотвратить дальнейшее осквернение храма, архиепископ Иоанн поселился в подвале собора. Он же собрал и сохранил всё, что представляло ценность и что не успели вывезти из храма. Для обогрева храма, а также полуподвального помещения, в котором поселился архиепископ, была сооружена печка.
В 1924 году, когда у Православной церкви был отобран и подвергнут разорению Алексеевский монастырь, его иконостас был выломан и свален возле собора. Восстановить его из груды обломков взялся архитектор Владимир Шервинский, и под его руководством за две недели почти круглосуточной работы Алексеевский иконостас был установлен перед главным алтарем, а иконостасы приделов возвращены на их места.
В целом богослужебная жизнь возобновлялась с трудом. Вначале на каждое богослужение требовалось специальное разрешение властей. И только с Рождества 1922 года службы стали совершаться ежедневно. Богослужение совершалось на церковнославянском и латышском языках.
К середине 1930-х годов правительство принудило Латвийскую православную церковь продать несколько домов в рижской Цитадели, относившихся к имуществу собора, сообщал синодальный архитектор Владимир Шервинский. Таким образом были получены деньги, чтобы привести храм в порядок, обновить роспись. Служители храма боролись за возвращение церкви расхищенного имущества, постепенно храм снова приобретал репутацию важного духовного центра в рамках независимой Латвии.

29 марта 1936 года в соборе была совершена архиерейская хиротония Августина (Петерсона) и интронизация его на пост митрополита Рижского и всея Латвии. Августин распорядился убрать Алексеевский иконостас и заменить его иконостасом из Либавского морского собора. При этом ценности Алексеевского иконостаса, спасённые Иоанном Поммером и Владимиром Шервинским в 1924 году, были частично уничтожены и распилены.

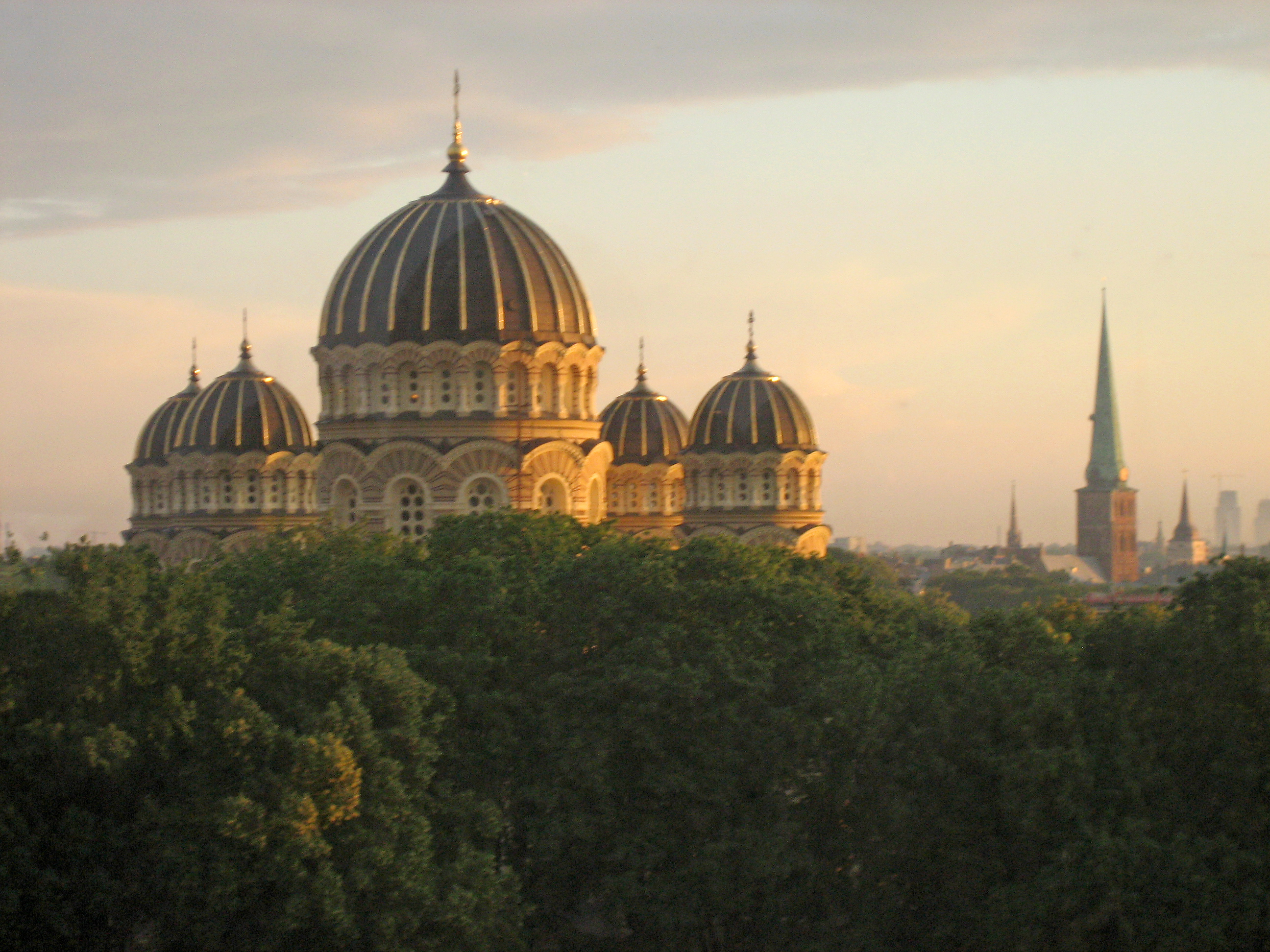
Купола собора над Ригой

В годы фашистской оккупации Латвии в соборе совершал богослужения митрополит Виленский и Литовский, Патриарший Экзарх Латвии и Эстонии Сергий (Воскресенский). В нём состоялось и отпевание митрополита, убитого 29 апреля 1944 года.

### Закрытие собора
В послевоенной Риге собор оставался действующим до 5 октября 1963 года, когда распоряжением Рижского горисполкома он был вновь закрыт. Храм был превращён в Дом знаний: его внутреннее убранство, включая росписи, полностью уничтожено, в главном зале установлены межэтажные перекрытия и размещён планетарий, в подвале — кафе. Бывший министр культуры Латвийской ССР Владимир Каупуж в интервью 2010 года указал, что Рижский Христорождественский собор после войны находился на попечении городского исполнительного комитета, а переделку храма инициировал заместитель председателя Рижского горисполкома Рейхманис. В рамках городской акции по сбору цветных металлов он приказал спилить медные кресты собора, а затем и перепрофилировать объект в целом.
Республиканский Дом знаний в бывшем соборе открылся в 1964 году и был подведомствен обществу «Знание» Латвийской ССР. Проводимые там мероприятия (кинолекторий, выставки латвийских художников, лекции о достижениях в астрономии, тематические вечера, в том числе и вечера-встречи с известными в разных областях людьми, так называемые общественно-политические чтения по вопросам научного коммунизма и политэкономии, собрания астрономических, экологических, технических и других кружков, равно как и научных секций) посещало до 500 тысяч человек в год.

### Возрождение
В 1991 году было принято решение о возвращении храма верующим. Около пяти лет разбирались межэтажные перекрытия и проходили восстановительные работы в центральном алтаре.

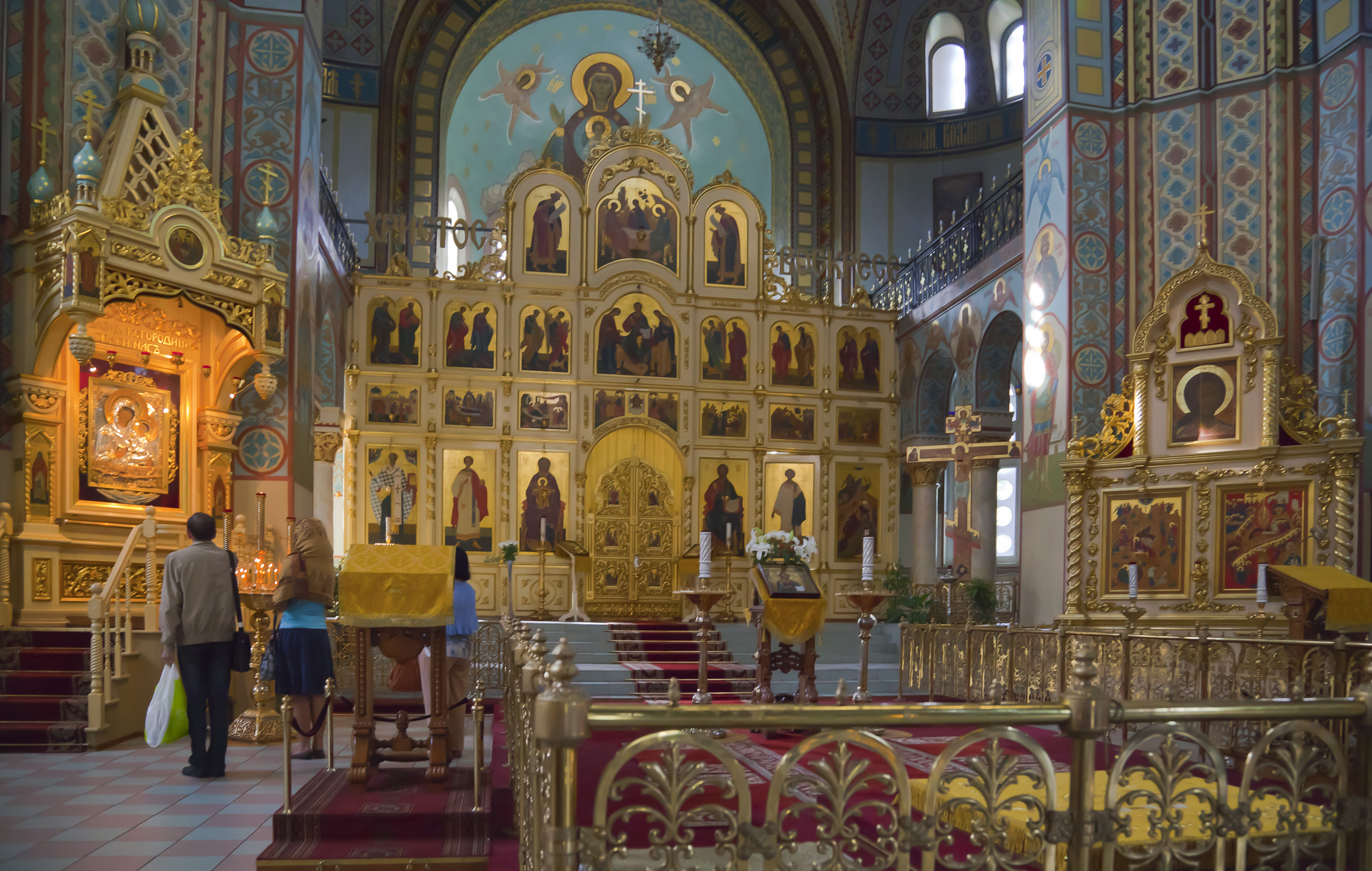
Интерьер собора

6 января 1992 года епископ Александр (Кудряшов) совершил в соборе первое богослужение.
В 2000 году храму был принесён в дар новый иконостас. Дарителями стали российские предприниматели, отец и сын Владимир и Игорь Малышковы. В 2002 году Христорождественскому собору были привезены новые колокола, отлитые на заводе ЗИЛ. Их также подарила семья Малышковых.
По инициативе предпринимателя Гунтиса Рависа в 2002 году для сбора средств на реставрацию собора было создано благотворительное общество «Свет». Из необходимого на это миллиона долларов таким образом было собрано около 15 %, остальную сумму пожертвовал сам Равис, а работы провела его компания «Skonto Būve». Кирпичные фасады собора были очищены от накопившейся атмосферной грязи и покрыты немецкой водоотталкивающей краской.
В последующем была восстановлена роспись внутри собора и расписана стена задней части собора, на которой до этого росписи не было. В 2011 году в рамках акции был позолочен купол колокольни собора, а на заводе Skonto Plan был изготовлен новый крест весом 80 кг и высотой 2 метра, который затем также был позолочен. В ходе осуществления проекта архитектора Рижского Христорождественского кафедрального собора Роберта Пфлюга в 2014 году был позолочен и центральный купол храма. Поверхность купола площадью 400 квадратных метров покрыли золотом 980-й пробы, израсходовав 57 740 золотых пластинок.
4 октября 2003 года состоялось перенесение в собор мощей его бывшего настоятеля, священномученика Иоанна Поммера с Покровского кладбища.